# Scottish Division One 1924-1925
La Scottish Division One 1924-1925 è stata la 35ª edizione della massima serie del campionato scozzese di calcio, disputato tra il 16 agosto 1924 e il 25 aprile 1925 e concluso con la vittoria dei Rangers, al loro quattordicesimo titolo, il terzo consecutivo.
Capocannoniere del torneo è stato William Devlin (Cowdenbeath) con 33 reti.

## Classifica finale
Fonte:
|  | Pos. | Squadra             | Pt | G  | V  | N  | P  | GF | GS | QR    |
|  | ---- | ------------------- | -- | -- | -- | -- | -- | -- | -- | ----- |
|  | 1.   | Rangers             | 60 | 38 | 25 | 10 | 3  | 76 | 26 | 2,923 |
|  | 2.   | Airdrieonians       | 57 | 38 | 25 | 7  | 6  | 85 | 31 | 2,742 |
|  | 3.   | Hibernian           | 52 | 38 | 22 | 8  | 8  | 78 | 43 | 1,814 |
|  | 4.   | Celtic              | 44 | 38 | 18 | 8  | 12 | 77 | 44 | 1,750 |
|  | 5.   | Cowdenbeath         | 42 | 38 | 16 | 10 | 12 | 76 | 65 | 1,169 |
|  | 6.   | St. Mirren          | 41 | 38 | 18 | 5  | 15 | 66 | 63 | 1,032 |
|  | 7.   | Partick Thistle     | 38 | 38 | 14 | 10 | 14 | 60 | 61 | 0,984 |
|  | 8.   | Dundee              | 36 | 38 | 14 | 8  | 16 | 47 | 54 | 0,870 |
|  | 9.   | Raith Rovers        | 36 | 38 | 14 | 8  | 16 | 53 | 61 | 0,869 |
|  | 10.  | Hearts              | 35 | 38 | 12 | 11 | 15 | 64 | 68 | 0,941 |
|  | 11.  | St. Johnstone       | 35 | 38 | 12 | 11 | 15 | 57 | 72 | 0,792 |
|  | 12.  | Kilmarnock          | 33 | 38 | 12 | 9  | 17 | 53 | 64 | 0,828 |
|  | 13.  | Hamilton Academical | 33 | 38 | 15 | 3  | 20 | 50 | 63 | 0,794 |
|  | 14.  | Morton              | 33 | 38 | 12 | 9  | 17 | 46 | 69 | 0,667 |
|  | 15.  | Aberdeen            | 32 | 38 | 11 | 10 | 17 | 46 | 56 | 0,821 |
|  | 16.  | Falkirk             | 32 | 38 | 12 | 8  | 18 | 44 | 54 | 0,815 |
|  | 17.  | Queen's Park        | 31 | 38 | 11 | 9  | 18 | 50 | 72 | 0,704 |
|  | 18.  | Motherwell          | 30 | 38 | 10 | 10 | 18 | 54 | 63 | 0,857 |
|  | 19.  | Ayr Utd             | 30 | 38 | 11 | 8  | 19 | 43 | 65 | 0,662 |
|  | 20.  | Third Lanark        | 30 | 38 | 11 | 8  | 19 | 53 | 84 | 0,631 |

Legenda:
      Campione di Scozia.
      Retrocesse in Division Two 1925-1926.
Regolamento:
Due punti a vittoria, uno a pareggio, zero a sconfitta.
A parità di punti, le posizioni in classifica venivano determinate sulla base del quoziente reti.